# События сентября 1917 года в Ташкенте
События сентября 1917 года в Ташкенте явились первой попыткой Советов солдатских и рабочих депутатов города взять всю полноту власти в свою руки и отстранить от управления Туркестанским краем Туркестанский комитет Временного правительства, возглавляемый  Владимиром Петровичем Наливкиным. 

## Хронология события
11 сентября 1917 года на волне эйфории от подавления мятежа генерала Л. Г. Корнилова Ташкентский Совет принял 11 сентября 1917 года резолюцию о необходимости перехода власти к Советам, было решено 12 сентября 1917 года провести в Ташкенте митинг. Однако, возглавляемый Наливкиным Туркестанский комитет был категорически против митинга и запретил на три дня в городе митинги, шествия и собрания.

Ташкент, сентябрь 1917 года. Демонстрация в поддержку требования о передаче власти Советам

Вопреки запрету митинг в городе состоялся, и на нём была принята резолюция о переходе власти к Советам, а в качестве органа власти в Туркестанском крае был избран Временный революционный комитет.
Временный революционный комитет совместно с Ташкентским исполнительным комитетом Совета рабочих и солдатских депутатов «выбрал» командующим войсками Туркестанского военного округа поручика Перфильева, а последний в свою очередь «назначил» командующим штаба округа полковника Белецкого и начальником Ташкентской школы прапорщиков прапорщика Назарова, «устранив» с должностей прежних командиров — помощника командующего войсками — полковника Рыжикова, начальника штаба — полковника Маккавеева и командира школы прапорщиков — подполковника Савицкого. 
Председатель исполнительного  комитета Н. И. Чернецкий дал в Персию, в Хиву и по всему краю телеграммы о том, что в Ташкенте установлена «новая» власть, которой все должны подчиняться. Члены Временного революционного комитета стали называть называли себя «членами правительства».
В тот же день по приказу Туркестанского комитета и руководства краевого совета члены вновь образованного Временного революционного комитета были арестованы, что вызвало волну возмущения рабочих и солдат Ташкентского гарнизона. На следующий день арестованные были освобождены и власть в Туркестанском крае фактически перешла в руки Исполкома Ташкентского совета и Временного революционного комитета.
В ответ на это В. П. Наливкин объявил себя временным главнокомандующим войсками Туркестанского Военного Округа и обратился с просьбой о вооруженной помощи в Петроград во ВЦИК Съезда Советов и лично к А. Ф. Керенскому, однако, при этом в своей просьбе о помощи одновременно требовал «немедленно назначить командующего войсками из Петрограда».

Поскольку часть властных рычагов оставались в руках Туркестанского комитета, в том числе контроль над почтой и телеграфом, 17 сентября 1917 года В. Наливкин ультимативно предложил Ташкентскому Совету признать власть Туркестанского комитета временного правительства, и 18 сентября выступая на заседании Совета, он настаивал на безоговорочной поддержке Временного правительства, отказываясь от компромиссов. Однако под давлением представителей предприятий и гарнизона города, явившихся на заседание Совета с целью его поддержки, Наливкин вынужден был пойти на уступки и подписал соглашение с Советом.
19 сентября 1917 года стало известно об отправке в Ташкент войск под командованием генерала П. А. Коровиченко. 24 сентября в Ташкент прибыл первый эшелон, который был торжественно встречен на вокзале членами Туркестанского.
Коровиченко был объявлен генеральным комиссаром Временного правительства по управлению Туркестанским краем и назначен командующим войсками Туркестанского Военного Округа. В. П. Наливкин ушел в отставку с поста руководителя Туркестанского края.
В городе установилось двоевластие - с одной стороны Туркестанский комитет Временного правительства, имевший поддержку в лице правительственных войск генерала Коровиченко, с другой - Ташсовет с избранными Исполкомом и Ревкомом, поддерживаемый рабочими города и многочисленными солдатами ташкентского гарнизона. Двоевластию был положен конец после вооруженного захвата всей полноты власти Ревкомом и Советом рабочих и солдатских депутатов города, руководимыми коалицией большевиков и левых эсеров в ноябре 1917 года.